# Basilicata Coast to Coast
Pour plus de détails, voir Fiche technique et Distribution.
Basilicata Coast to Coast est un film italien de Rocco Papaleo sorti en 2010 en Italie et en 2013 en France.
Le film consacre le début en tant que réalisateur de Rocco Papaleo et de Max Gazzé comme acteur qui interprète aussi le morceau musical Mentre dormi, présent dans la bande son du film.

## Synopsis
Quatre amis originaires de Maratea, Nicola Palmieri, Franco Cardillo, Salvatore Chiarelli et Rocco Santamaria avaient fondé pendant leur jeunesse un petit orchestre de province jouant lors des fêtes patronales locales. Le temps passant, ils sont devenus professeur de mathématique, un menuisier, un marchand de tabac et un animateur de télévision.
Au cours d'une chaude nuit d'été, les quatre personnages décident de participer au festival national du théâtre-chanson de Scanzano Jonico sous le nom « Le Pale Eoliche ».
Lors du voyage de Maratea à Scanzano Jonico, les quatre amis doivent traverser toute la Basilicate, depuis la côte tyrrhénienne jusqu'à celle ionienne.
La centaine de kilomètres de distance peuvent être parcourus en une heure par la Strada statale 653 della Valle del Sinni, mais les quatre amis décident de partir dix jours avant la date du concours et à pied par un autre parcours et cherchant tout au long du chemin de retrouver un sens à leur vie.
Pendant le voyage, empruntant des chemins secondaires, accompagnés par un cheval blanc tirant un chariot dans lequel sont entassés les vivres, instruments de musique et deux tentes pour camper, ils testent les chansons à présenter au festival en les jouant dans des petits concerts dans les villes rencontrées au hasard.
Pendant ce long trajet, ils traversent les villes de Trecchina, Lauria, Tramutola, Aliano et Craco. Une jeune journaliste Tropea Limongi (Giovanna Mezzogiorno) fille d'un homme politique local se joint à la « carovana » afin de faire un reportage sur le périple.

## Fiche technique
- Titre original : Basilicata coast to coast
- Titre français: Basilicata coast to coast
- Réalisation :Rocco Papaleo
- Scénario :Rocco Papaleo, Valter Lupo
- Mise en scène : Valter Lupo
- Décors : Sonia Peng, Elio Maiello
- Musique:Rita Marcotulli
- Aide scénariste : Livio Bordone
- Photographie :Fabio Olmi
- Montage :Christian Lombardi
- Production :Isabella Cocuzza e Arturo Paglia
- Maison de production :Union européenne – Région Basilicata
- Société de distribution :Paco Cinematografica, Eagle Pictures et Ipotesi Cinema
- Pays d'origine :  Italie
- Langue originale : italien
- Format couleur:35 mm
- Genre :Comédie
- Durée : 105 minutes environ
- Date de sortie : 
  -  Italie : 9 avril 2010
  -  France : 14 août 2013

## Distribution
- Rocco Papaleo: Nicola Palmieri
- Alessandro Gassman: Rocco Santamaria
- Paolo Briguglia: Salvatore Chiarelli
- Max Gazzè: Franco Cardillo
- Michela Andreozzi: Lucia
- Giovanna Mezzogiorno: Tropea Limongi
- Claudia Potenza: Maria Teresa
- Gaetano Amato: Onorevole Limongi
- Antonio Gerardi: Carmine
- Augusto Fornari: Press Agent
- Antonio Andrisani: Curé

## Tournage
Le film a été tourné dans la région Basilicate.

## Réception critique
Basilicata coast to coast a reçu un bon accueil par la critique. Le Monde l'a defini comme "un film tout simple dans sa facture, qui mêle la douceur à l'amertume avec une fantaisie charmante, sans que jamais le parfum d'authenticité n'y manque"; Studio Ciné Live: "une échappée belle à l'italienne, d'une simplicité attachante"; Les Fiches du cinéma: "une jolie réussite"; Positif: "un road movie à la fois brouillon et plaisant".

## Distinctions

### Prix
- Nastro d'Argento : Regista esordiente 2010 - Rocco Papaleo
- Nastro d'Argento : Colonna sonora 2010 - Rita Marcotulli[5]
- David di Donatello : David di Donatello per il miglior regista esordiente 2011 - Rocco Papaleo
- David di Donatello :David di Donatello per il miglior musicista 2011 - Rocco Papaleo et Rita Marcotulli
- David di Donatello :David di Donatello per la migliore canzone originale 2011 - (Mentre dormi – Musique de Max Gazzé; textes de Max Gazzé et Gimmi Santucci; Interpretation de Max Gazzé)[6]
- Ciak d'oro : Migliore colonna sonora 2010 - Rocco Papaleo, Max Gazzé et Rita Marcotulli[7]
- Globe d'or : Migliore opera prima 2010[8]

### Source de la traduction
- (it) Cet article est partiellement ou en totalité issu de l’article de Wikipédia en italien intitulé « Basilicata coast to coast » (voir la liste des auteurs).